# Mistrzostwa Świata w Hokeju na Lodzie 2016 (I Dywizja)
Mistrzostwa Świata w Hokeju na Lodzie I dywizji 2016 zostały rozegrane w dniach 17–23 kwietnia (Grupa B) i 23–29 kwietnia (Grupa A).
W mistrzostwach Dywizji I uczestniczyło 12 zespołów, które zostały podzielone na dwie grupy po 6 zespołów. Zgodnie z formatem zawody Dywizji I odbywały się w dwóch grupach: Grupa B w Chorwacji (Zagrzeb), zaś grupa A w Polsce (Katowice). W mistrzostwach Dywizji I uczestniczy 12 zespołów. Reprezentacje rywalizowały systemem każdy z każdym.
Hale, w której odbyły się zawody:
- Spodek w Katowicach – Dywizja IA;
- Dom Sportova w Zagrzebiu – Dywizja IB

## Grupa A

### Zasady awansu do turnieju elity
Do mistrzostw świata elity w 2017 z Grupy A awansowały dwie pierwsze drużyny, przy czym awans drugiej drużyny był uzależniony od wyników mistrzostw świata elity w 2016. Jeśli reprezentacje Francji i Niemiec (gospodarze mistrzostw świata elity w 2017) zajęłyby dwa ostatnie miejsca w swojej grupie, to z dywizji IA awansowałaby tylko jedna drużyna. Ostatni zespół Grupy A został zdegradowany i w 2017 roku zagra w Grupie B. Jego miejsce za rok zajmie zwycięzca turnieju w Grupie B. Najsłabsza drużyna Grupy B spada do Dywizji II.
| 23 kwietnia 2016 | Japonia | 1:7 | Słowenia | Spodek, Katowice |

| Szczegóły      | Szczegóły          | Szczegóły       | Szczegóły | Szczegóły                                                                      |
| -------------- | ------------------ | --------------- | --- | ------------------------------------------------------------------------------ |
| Godzina: 13:00 | S. Kuji (EQ) 54:46 | (0:1, 0:4, 1:2) | 07:35 (EQ) J. Urbas 20:41 (PP) J. Urbas 29:31 (PP) M. Verlič 33:19 (EQ) A. Mušič 39:19 (EQ) M. Verlič 57:18 (EQ) K. Ograjenšek 58:12 (EQ) Ž. Pance | Widzów: 1300 Sędzia główny: Mikko Kaukokari Sędziowie liniowi: Marian Rohatsch |
| Godzina: 13:00 | 14 min. kar        |                 | 8 min. kar | Widzów: 1300 Sędzia główny: Mikko Kaukokari Sędziowie liniowi: Marian Rohatsch |

| 23 kwietnia 2016 | Włochy | 3:1 | Polska | Spodek, Katowice |

| Szczegóły      | Szczegóły                                                      | Szczegóły       | Szczegóły                | Szczegóły                                                                  |
| -------------- | -------------------------------------------------------------- | --------------- | ------------------------ | -------------------------------------------------------------------------- |
| Godzina: 16:30 | J. Ramoser (EQ) 12:25 L. Frigo (EQ) 36:19 T. Larkin (EN) 59:58 | (1:0, 1:1, 1:0) | 30:13 (EQ) T. Malasiński | Widzów: 8500 Sędzia główny: Jonathan Alarie Sędziowie liniowi: Artur Kułew |
| Godzina: 16:30 | 6 min. kar                                                     |                 | 12 min. kar              | Widzów: 8500 Sędzia główny: Jonathan Alarie Sędziowie liniowi: Artur Kułew |

| 23 kwietnia 2016 | Korea Południowa | 2:3 pk. | Austria | Spodek, Katowice |

| Szczegóły      | Szczegóły                          | Szczegóły                 | Szczegóły                                                          | Szczegóły                                                               |
| -------------- | ---------------------------------- | ------------------------- | ------------------------------------------------------------------ | ----------------------------------------------------------------------- |
| Godzina: 20:00 | M. Swift (EQ) 16:05 Kim (EQ) 35:50 | (1:0, 1:0, 0:2, 0:0, 0:1) | 44:50 (PP2) M. Schlacher 56:05 (EQ) M. Geier 65:00 (SO) K. Komarek | Widzów: 2000 Sędzia główny: Stephen Reneau Sędziowie liniowi: Robin Šír |
| Godzina: 20:00 | 10 min. kar                        |                           | 2 min. kar                                                         | Widzów: 2000 Sędzia główny: Stephen Reneau Sędziowie liniowi: Robin Šír |

| 24 kwietnia 2016 | Słowenia | 3:1 | Włochy | Spodek, Katowice |

| Szczegóły      | Szczegóły                                                           | Szczegóły       | Szczegóły               | Szczegóły                                                                |
| -------------- | ------------------------------------------------------------------- | --------------- | ----------------------- | ------------------------------------------------------------------------ |
| Godzina: 13:00 | J. Repe (PP) 13:25 Ž. Jeglič (PP) 45:23 S. Kovačević (PP, EN) 59:33 | (1:0, 0:1, 2:0) | 26:47 (EQ) G. Scandella | Widzów: 2000 Sędzia główny: Trpimir Piragić Sędziowie liniowi: Robin Šír |
| Godzina: 13:00 | 4 min. kar                                                          |                 | 10 min. kar             | Widzów: 2000 Sędzia główny: Trpimir Piragić Sędziowie liniowi: Robin Šír |

| 24 kwietnia 2016 | Polska | 1:4 | Korea Południowa | Spodek, Katowice |

| Szczegóły      | Szczegóły            | Szczegóły       | Szczegóły                                                                      | Szczegóły                                                                      |
| -------------- | -------------------- | --------------- | ------------------------------------------------------------------------------ | ------------------------------------------------------------------------------ |
| Godzina: 16:30 | G. Pasiut (EQ) 48:51 | (0:0, 0:2, 1:2) | 21:24 (EQ) M. Swift 24:04 (EQ) M. Swift 50:13 (EQ) M. Swift 58:45 (EQ, EN) Kim | Widzów: 6500 Sędzia główny: Mikko Kaukokari Sędziowie liniowi: Marian Rohatsch |
| Godzina: 16:30 | 6 min. kar           |                 | 4 min. kar                                                                     | Widzów: 6500 Sędzia główny: Mikko Kaukokari Sędziowie liniowi: Marian Rohatsch |

| 24 kwietnia 2016 | Austria | 3:1 | Japonia | Spodek, Katowice |

| Szczegóły      | Szczegóły                                                         | Szczegóły       | Szczegóły               | Szczegóły                                                                 |
| -------------- | ----------------------------------------------------------------- | --------------- | ----------------------- | ------------------------------------------------------------------------- |
| Godzina: 20:00 | N. Petrik (EQ) 02:49 B. Lebler (EQ) 43:31 R. Herburger (EQ) 50:05 | (1:1, 0:0, 2:0) | 17:50 (EQ) S. Takahashi | Widzów: 1000 Sędzia główny: Artur Kulew Sędziowie liniowi: Stephen Reneau |
| Godzina: 20:00 | 6 min. kar                                                        |                 | 2 min. kar              | Widzów: 1000 Sędzia główny: Artur Kulew Sędziowie liniowi: Stephen Reneau |

| 26 kwietnia 2016 | Korea Południowa | 3:0 | Japonia | Spodek, Katowice |

| Szczegóły      | Szczegóły                                           | Szczegóły       | Szczegóły   | Szczegóły                                                                      |
| -------------- | --------------------------------------------------- | --------------- | ----------- | ------------------------------------------------------------------------------ |
| Godzina: 13:00 | M. Swift (PP2) 04:18 Kim (PP) 05:32 Shin (EQ) 11:10 | (3:0, 0:0, 0:0) |             | Widzów: 1500 Sędzia główny: Jonathan Alarie Sędziowie liniowi: Mikko Kaukokari |
| Godzina: 13:00 | 43 min. kar                                         |                 | 10 min. kar | Widzów: 1500 Sędzia główny: Jonathan Alarie Sędziowie liniowi: Mikko Kaukokari |

| 26 kwietnia 2016 | Austria | 4:2 | Włochy | Spodek, Katowice |

| Szczegóły      | Szczegóły                                                                                | Szczegóły       | Szczegóły                                | Szczegóły                                                                  |
| -------------- | ---------------------------------------------------------------------------------------- | --------------- | ---------------------------------------- | -------------------------------------------------------------------------- |
| Godzina: 16:30 | A. Kristler (EQ) 12:21 A. Kristler (EQ) 30:46 K. Komarek (PP) 39:10 S. Bacher (EQ) 46:16 | (1:0, 2:0, 1:2) | 53:09 (PP) A. Egger 57:24 (EQ) A. Helfer | Widzów: 1500 Sędzia główny: Artur Kulew Sędziowie liniowi: Trpimir Piragić |
| Godzina: 16:30 | 10 min. kar                                                                              |                 | 6 min. kar                               | Widzów: 1500 Sędzia główny: Artur Kulew Sędziowie liniowi: Trpimir Piragić |

| 26 kwietnia 2016 | Słowenia | 1:4 | Polska | Spodek, Katowice |

| Szczegóły      | Szczegóły            | Szczegóły       | Szczegóły                                                                                        | Szczegóły                                                                     |
| -------------- | -------------------- | --------------- | ------------------------------------------------------------------------------------------------ | ----------------------------------------------------------------------------- |
| Godzina: 20:00 | Ž. Jeglič (PP) 06:50 | (1:1, 0:3, 0:0) | 03:54 (EQ) T. Malasiński 23:48 (PP) M. Łopuski 27:39 (EQ) T. Malasiński 38:09 (EQ) T. Malasiński | Widzów: 6500 Sędzia główny: Stephen Reneau Sędziowie liniowi: Marian Rohatsch |
| Godzina: 20:00 | 8 min. kar           |                 | 16 min. kar                                                                                      | Widzów: 6500 Sędzia główny: Stephen Reneau Sędziowie liniowi: Marian Rohatsch |

| 27 kwietnia 2016 | Japonia | 1:3 | Włochy | Spodek, Katowice |

| Szczegóły      | Szczegóły          | Szczegóły       | Szczegóły                                                         | Szczegóły                                                                     |
| -------------- | ------------------ | --------------- | ----------------------------------------------------------------- | ----------------------------------------------------------------------------- |
| Godzina: 13:00 | S. Kuji (EQ) 08:48 | (1:1, 0:2, 0:0) | 13:20 (EQ) S. Kostner 27:29 (EQ) A. Bernard 37:16 (EQ) J. Ramoser | Widzów: 1500 Sędzia główny: Stephen Reneau Sędziowie liniowi: Marian Rohatsch |
| Godzina: 13:00 | 4 min. kar         |                 | 6 min. kar                                                        | Widzów: 1500 Sędzia główny: Stephen Reneau Sędziowie liniowi: Marian Rohatsch |

| 27 kwietnia 2016 | Słowenia | 5:1 | Korea Południowa | Spodek, Katowice |

| Szczegóły      | Szczegóły                                                                                                | Szczegóły       | Szczegóły         | Szczegóły                                                            |
| -------------- | --- | --------------- | ----------------- | -------------------------------------------------------------------- |
| Godzina: 16:30 | R. Sabolič (PP) 08:59 A. Kuralt (EQ) 19:31 A. Mušič (EQ) 26:32 R. Tičar (EQ) 34:21 K. Pretnar (EQ) 51:31 | (2:1, 2:0, 1:0) | 00:40 (EQ) Kim K. | Widzów: 2500 Sędzia główny: Artur Kułew Sędziowie liniowi: Robin Šir |
| Godzina: 16:30 | 12 min. kar                                                                                              |                 | 14 min. kar       | Widzów: 2500 Sędzia główny: Artur Kułew Sędziowie liniowi: Robin Šir |

| 27 kwietnia 2016 | Polska | 1:0 | Austria | Spodek, Katowice |

| Szczegóły      | Szczegóły            | Szczegóły       | Szczegóły   | Szczegóły                                                                      |
| -------------- | -------------------- | --------------- | ----------- | ------------------------------------------------------------------------------ |
| Godzina: 20:00 | G. Pasiut (EQ) 12:34 | (1:0, 0:0, 0:0) |             | Widzów: 7500 Sędzia główny: Jonathan Alarie Sędziowie liniowi: Trpimir Piragić |
| Godzina: 20:00 | 20 min. kar          |                 | 18 min. kar | Widzów: 7500 Sędzia główny: Jonathan Alarie Sędziowie liniowi: Trpimir Piragić |

| 29 kwietnia 2016 | Włochy | 2:1 | Korea Południowa | Spodek, Katowice |

| Szczegóły      | Szczegóły                                 | Szczegóły       | Szczegóły                | Szczegóły                                                                     |
| -------------- | ----------------------------------------- | --------------- | ------------------------ | ----------------------------------------------------------------------------- |
| Godzina: 13:00 | J. Ramoser (PP) 02:38 D. Tudin (EQ) 54:35 | (1:0, 0:0, 1:1) | 56:13 (EQ , EA) E. Regan | Widzów: 2500 Sędzia główny: Trpimir Piragić Sędziowie liniowi: Stephen Reneau |
| Godzina: 13:00 | 8 min. kar                                |                 | 10 min. kar              | Widzów: 2500 Sędzia główny: Trpimir Piragić Sędziowie liniowi: Stephen Reneau |

| 29 kwietnia 2016 | Austria | 1:2 | Słowenia | Spodek, Katowice |

| Szczegóły      | Szczegóły             | Szczegóły       | Szczegóły                                      | Szczegóły                                                                      |
| -------------- | --------------------- | --------------- | ---------------------------------------------- | ------------------------------------------------------------------------------ |
| Godzina: 16:30 | K. Komarek (PP) 05:49 | (1:1, 0:1, 0:0) | 10:58 (EQ) R. Sabolič 27:29 (PP) K. Ograjenšek | Widzów: 4000 Sędzia główny: Mikko Kaukokari Sędziowie liniowi: Marian Rohatsch |
| Godzina: 16:30 | 33 min. kar           |                 | 8 min. kar                                     | Widzów: 4000 Sędzia główny: Mikko Kaukokari Sędziowie liniowi: Marian Rohatsch |

| 29 kwietnia 2016 | Polska | 10:4 | Japonia | Spodek, Katowice |

| Szczegóły      | Szczegóły | Szczegóły       | Szczegóły                                                                          | Szczegóły                                                                |
| -------------- | --- | --------------- | ---------------------------------------------------------------------------------- | ------------------------------------------------------------------------ |
| Godzina: 20:00 | P. Wronka (EQ) 00:50 A. Chmielewski (PP) 03:58 T. Malasiński (SH) 06:42 M. Kruczek (EQ) 10:35 G. Pasiut (SH) 12:27 K. Dziubiński (EQ) 17:52 A. Bagiński (EQ) 23:15 A. Chmielewski (PP) 44:00 P. Dronia (EQ) 55:34 P. Wajda (PP) 59:48 | (6:1, 1:1, 3:2) | 19:56 (EQ) H. Ueno 25:47 (PP) T. Kawai 41:39 (EQ) D. Obara 44:46 (PP) M. Nishiwaki | Widzów: 8500 Sędzia główny: Jonathan Alarie Sędziowie liniowi: Robin Sir |
| Godzina: 20:00 | 10 min. kar |                 | 12 min. kar                                                                        | Widzów: 8500 Sędzia główny: Jonathan Alarie Sędziowie liniowi: Robin Sir |

Tabela
| Lp. | Zespół           | M | Pkt | Z | Zd | Pd | P | G+ | G- | +/- |
| --- | ---------------- | - | --- | - | -- | -- | - | -- | -- | --- |
| 1.  | Słowenia         | 5 | 12  | 4 | 0  | 0  | 1 | 18 | 8  | +10 |
| 2   | Włochy           | 5 | 9   | 3 | 0  | 0  | 2 | 11 | 10 | +1  |
| 3   | Polska           | 5 | 9   | 3 | 0  | 0  | 2 | 17 | 12 | +5  |
| 4   | Austria          | 5 | 8   | 2 | 1  | 0  | 2 | 11 | 8  | +3  |
| 5   | Korea Południowa | 5 | 7   | 2 | 0  | 1  | 2 | 11 | 11 | 0   |
| 6.  | Japonia          | 5 | 0   | 0 | 0  | 0  | 5 | 7  | 26 | -19 |

      = awans do elity       = utrzymanie w I dywizji grupy A       = spadek do I dywizji grupy B
Statystyki indywidualne
- Klasyfikacja strzelców:  Tomasz Malasiński,  Michael Swift: 5 goli[2]
- Klasyfikacja asystentów:  Krzysztof Zapała: 5 asyst[3]
- Klasyfikacja kanadyjska:  Ken Ograjenšek,  Jan Urbas: 6 punktów[4]
- Klasyfikacja kanadyjska obrońców:  Ben O’Connor: 8 punktów[5]
- Klasyfikacja +/-:  Tomasz Malasiński: +5[6]
- Klasyfikacja skuteczności interwencji bramkarzy:  Gašper Krošelj: 96,34%[7]
- Klasyfikacja średniej goli straconych na mecz bramkarzy:  Gašper Krošelj: 0,90
- Klasyfikacja minut kar:  Alexander Pallestrang,  Sin Sang-woo: 25 minut[8]

Nagrody indywidualne
Dyrektoriat turnieju wybrał trójkę najlepszych zawodników, po jednym na każdej pozycji:
- Bramkarz:  Bernhard Starkbaum
- Obrońca:  Thomas Larkin
- Napastnik:  Patryk Wronka

Dziennikarze wybrali szóstkę zawodników składu gwiazd turnieju:
- Bramkarz:  Gašper Krošelj
- Obrońcy:  Sabahudin Kovačević,  Paweł Dronia
- Napastnicy:  Jan Urbas,  Patryk Wronka,  Michael Swift
- Najbardziej Wartościowy Zawodnik (MVP):  Jan Urbas

## Grupa B
| 17 kwietnia 2016 | Estonia | 2:7 | Litwa | Dom Sportova, Zagrzeb |

| Szczegóły      | Szczegóły                               | Szczegóły       | Szczegóły | Szczegóły                                  |
| -------------- | --------------------------------------- | --------------- | --- | ------------------------------------------ |
| Godzina: 13:00 | R. Rooba (EQ) 10:49 R. Rooba (PP) 26:38 | (1:2, 1:4, 0:1) | 14:24 (EQ) M. Baltrukonis 16:43 (EQ) U. Čižas 23:24 (SH) D. Bogdziul 28:06 (PP) N. Ališauskas 32:15 (EQ) P. Gintautas 37:39 (PP) N. Ališauskas 49:31 (SH) P. Gintautas | Widzów: 95 Sędzia główny: Jimmy Bergamelli |
| Godzina: 13:00 | 6 min. kar                              |                 | 14 min. kar | Widzów: 95 Sędzia główny: Jimmy Bergamelli |

| 17 kwietnia 2016 | Rumunia | 1:6 | Ukraina | Dom Sportova, Zagrzeb |

| Szczegóły      | Szczegóły           | Szczegóły       | Szczegóły | Szczegóły                                 |
| -------------- | ------------------- | --------------- | --- | ----------------------------------------- |
| Godzina: 16:30 | R. Péter (PP) 16:18 | (1:2, 0:1, 0:3) | 05:10 (EQ) J. Petranhowski 11:28 (EQ) W. Hawryk 27:54 (EQ) W. Hawryk 42:24 (EQ) O. Pobiedonoscew 44:03 (EQ) W. Zacharow 48:07 (SH) A. Hnidenko | Widzów: 200 Sędzia główny: Manuel Nikolić |
| Godzina: 16:30 | 8 min. kar          |                 | 12 min. kar | Widzów: 200 Sędzia główny: Manuel Nikolić |

| 17 kwietnia 2016 | Chorwacja | 1:4 | Wielka Brytania | Dom Sportova, Zagrzeb |

| Szczegóły      | Szczegóły             | Szczegóły       | Szczegóły                                                                           | Szczegóły                               |
| -------------- | --------------------- | --------------- | ----------------------------------------------------------------------------------- | --------------------------------------- |
| Godzina: 20:00 | M. Blagus (PP2) 14:05 | (1:1, 0:2, 0:1) | 11:27 (EQ) R. Dowd 24:12 (EQ) J. Weaver 35:43 (EQ) C. Peacock 48:29 (EQ) C. Shields | Widzów: 2600 Sędzia główny: Mikael Holm |
| Godzina: 20:00 | 22 min. kar           |                 | 26 min. kar                                                                         | Widzów: 2600 Sędzia główny: Mikael Holm |

| 18 kwietnia 2016 | Litwa | 5:1 | Rumunia | Dom Sportova, Zagrzeb |

| Szczegóły      | Szczegóły | Szczegóły       | Szczegóły             | Szczegóły                                |
| -------------- | --- | --------------- | --------------------- | ---------------------------------------- |
| Godzina: 13:00 | P. Verenis (EQ) 05:30 M. Kieras (PP) 10:33 N. Ališauskas (PP) 29:28 A. Bosas (EQ) 40:20 A. Katulis (PP) 58:04 | (2:1, 1:0, 2:0) | 14:17 (EQ) L. Lörincz | Widzów: 100 Sędzia główny: Daniel Gamper |
| Godzina: 13:00 | 10 min. kar                                                                                                   |                 | 14 min. kar           | Widzów: 100 Sędzia główny: Daniel Gamper |

| 18 kwietnia 2016 | Wielka Brytania | 4:3 pd. | Estonia | Dom Sportova, Zagrzeb |

| Szczegóły      | Szczegóły                                                                          | Szczegóły            | Szczegóły                                                      | Szczegóły                              |
| -------------- | ---------------------------------------------------------------------------------- | -------------------- | -------------------------------------------------------------- | -------------------------------------- |
| Godzina: 16:30 | C. Peacock (EQ) 00:26 R. Cowley (EQ) 12:43 R. Cowley (EQ) 20:55 R. Dowd (PP) 63:22 | (2:1, 1:1, 0:1, 1:0) | 13:10 (EQ) A. Petrov 33:11 (EQ) A. Petrov 53:05 (PP) A. Makrov | Widzów: 455 Sędzia główny: Mikael Holm |
| Godzina: 16:30 | 22 min. kar                                                                        |                      | 4 min. kar                                                     | Widzów: 455 Sędzia główny: Mikael Holm |

| 18 kwietnia 2016 | Ukraina | 4:1 | Chorwacja | Dom Sportova, Zagrzeb |

| Szczegóły      | Szczegóły                                                                                          | Szczegóły       | Szczegóły             | Szczegóły                                    |
| -------------- | -------------------------------------------------------------------------------------------------- | --------------- | --------------------- | -------------------------------------------- |
| Godzina: 20:00 | D. Czernyszenko (EQ) 02:28 D. Isajenko (EQ) 14:39 W. Zacharow (EQ) 20:13 O. Szafarenko (PP2) 26:10 | (2:1, 2:0, 0:0) | 18:06 (EQ) L. Mikulić | Widzów: 1500 Sędzia główny: Jimmy Bergamelli |
| Godzina: 20:00 | 14 min. kar                                                                                        |                 | 50 min. kar           | Widzów: 1500 Sędzia główny: Jimmy Bergamelli |

| 20 kwietnia 2016 | Ukraina | 7:1 | Estonia | Dom Sportova, Zagrzeb |

| Szczegóły      | Szczegóły | Szczegóły       | Szczegóły           | Szczegóły                                 |
| -------------- | --- | --------------- | ------------------- | ----------------------------------------- |
| Godzina: 13:00 | W. Hawryk (EQ) 05:03 R. Błahy (EQ) 14:12 A. Michnow (EQ) 36:25 J. Tymczenko (EQ) 36:56 J. Petranhowski (EQ) 44:34 A. Michnow (PP) 50:38 A. Bondariew (EQ) 55:08 | (2:0, 2:1, 3:0) | 22:57 (PS) R. Rooba | Widzów: 120 Sędzia główny: Manuel Nikolic |
| Godzina: 13:00 | 6 min. kar |                 | 4 min. kar          | Widzów: 120 Sędzia główny: Manuel Nikolic |

| 20 kwietnia 2016 | Wielka Brytania | 8:0 | Litwa | Dom Sportova, Zagrzeb |

| Szczegóły      | Szczegóły | Szczegóły       | Szczegóły   | Szczegóły                                   |
| -------------- | --- | --------------- | ----------- | ------------------------------------------- |
| Godzina: 16:30 | J. Phillips (SH) 08:34 A. Tait (EQ) 17:29 R. Venus (EQ) 20:13 R. Lachowicz (EQ) 24:52 B. O’Connor (PP) 30:42 J. Boxill (EQ) 31:05 R. Cowley (EQ) 36:15 C. Shields (PP) 39:00 | (2:0, 6:0, 0:0) |             | Widzów: 450 Sędzia główny: Jimmy Bergamelli |
| Godzina: 16:30 | 10 min. kar |                 | 16 min. kar | Widzów: 450 Sędzia główny: Jimmy Bergamelli |

| 20 kwietnia 2016 | Rumunia | 5:12 | Chorwacja | Dom Sportova, Zagrzeb |

| Szczegóły      | Szczegóły                                                                                              | Szczegóły       | Szczegóły | Szczegóły                                 |
| -------------- | --- | --------------- | --- | ----------------------------------------- |
| Godzina: 20:00 | L. Lőrincz (EQ) 16:11 R. Peter (SH) 23:50 C. Fodor (EQ) 32:27 H. Csergo (EQ) 48:50 C. Fodor (EQ) 49:39 | (1:3, 2:4, 2:5) | 01:06 (EQ) Jačmenjak 07:11 (EQ) M. Miličić 16:18 (EQ) I. Janković 25:34 (PP) B. Rendulić 27:04 (EQ) L. Jarčov 30:49 (PP) D. Brine 36:25 (EQ) I. Janković 40:11 (EQ) M. Glumac 50:23 (EQ) M. Miličić 50:43 (EQ) M. Šakić 53:05 (EQ) M. Blagus 53:40 (EQ) MacAulay | Widzów: 1650 Sędzia główny: Daniel Gamper |
| Godzina: 20:00 | 12 min. kar                                                                                            |                 | 35 min. kar | Widzów: 1650 Sędzia główny: Daniel Gamper |

| 22 kwietnia 2016 | Wielka Brytania | 6:1 | Rumunia | Dom Sportova, Zagrzeb |

| Szczegóły      | Szczegóły | Szczegóły       | Szczegóły              | Szczegóły                                |
| -------------- | --- | --------------- | ---------------------- | ---------------------------------------- |
| Godzina: 13:00 | J. Phillips (EQ) 03:15 J. Boxill (EQ) 10:52 R. Farmer (PP) 23:00 C. Shields (PP) 33:19 M. Myers (EQ) 48:51 J. Weaver (PP) 54:13 | (2:0, 2:0, 2:1) | 55:17 (EQ) E. Moldován | Widzów: 400 Sędzia główny: Daniel Gamper |
| Godzina: 13:00 | 6 min. kar |                 | 14 min. kar            | Widzów: 400 Sędzia główny: Daniel Gamper |

| 22 kwietnia 2016 | Litwa | 2:1 | Ukraina | Dom Sportova, Zagrzeb |

| Szczegóły      | Szczegóły                                      | Szczegóły       | Szczegóły                  | Szczegóły                              |
| -------------- | ---------------------------------------------- | --------------- | -------------------------- | -------------------------------------- |
| Godzina: 16:30 | U. Čižas (PP) 42:22 D. Kumeliauskas (EQ) 50:02 | (0:0, 0:1, 2:0) | 36:07 (EQ) J. Petranhowski | Widzów: 350 Sędzia główny: Mikael Holm |
| Godzina: 16:30 | 6 min. kar                                     |                 | 6 min. kar                 | Widzów: 350 Sędzia główny: Mikael Holm |

| 22 kwietnia 2016 | Chorwacja | 5:3 | Estonia | Dom Sportova, Zagrzeb |

| Szczegóły      | Szczegóły | Szczegóły       | Szczegóły                                                       | Szczegóły                                  |
| -------------- | --- | --------------- | --------------------------------------------------------------- | ------------------------------------------ |
| Godzina: 20:00 | B. Rendulić (EQ) 15:21 N. Perkovich (EA) 30:07 N. Perkovich (EQ) 36:49 M. Glumac (PP) 38:23 M. Glumac (EN) 59:10 | (1:2, 3:1, 1:0) | 03:23 (EQ) A. Makrov 05:20 (EQ) R. Rooba 39:59 (SH) A.Sibirtsev | Widzów: 2800 Sędzia główny: Manuel Nikolic |
| Godzina: 20:00 | 8 min. kar |                 | 10 min. kar                                                     | Widzów: 2800 Sędzia główny: Manuel Nikolic |

| 23 kwietnia 2016 | Ukraina | 2:1 | Wielka Brytania | Dom Sportova, Zagrzeb |

| Szczegóły      | Szczegóły                                              | Szczegóły       | Szczegóły              | Szczegóły                  |
| -------------- | ------------------------------------------------------ | --------------- | ---------------------- | -------------------------- |
| Godzina: 13:00 | D. Czernyszenko (EQ) 44:25 O. Pobiedonoscew (EQ) 56:04 | (0:0, 0:1, 2:0) | 21:54 (EQ) J. Phillips | Sędzia główny: Mikael Holm |
| Godzina: 13:00 | 6 min. kar                                             |                 | 8 min. kar             | Sędzia główny: Mikael Holm |

| 23 kwietnia 2016 | Estonia | 3:0 | Rumunia | Dom Sportova, Zagrzeb |

| Szczegóły      | Szczegóły                                                           | Szczegóły       | Szczegóły   | Szczegóły                                   |
| -------------- | ------------------------------------------------------------------- | --------------- | ----------- | ------------------------------------------- |
| Godzina: 16:30 | R. Andrejev (EQ) 31:51 A. Makrov (EQ) 38:13 V. Vasjonkin (PS) 39:59 | (0:0, 3:0, 0:0) |             | Widzów: 200 Sędzia główny: Jimmy Bergamelli |
| Godzina: 16:30 | 4 min. kar                                                          |                 | 10 min. kar | Widzów: 200 Sędzia główny: Jimmy Bergamelli |

| 23 kwietnia 2016 | Litwa | 1:2 pk. | Chorwacja | Dom Sportova, Zagrzeb |

| Szczegóły      | Szczegóły                  | Szczegóły                 | Szczegóły                                   | Szczegóły                                  |
| -------------- | -------------------------- | ------------------------- | ------------------------------------------- | ------------------------------------------ |
| Godzina: 20:00 | D. Kumeliauskas (EQ) 54:19 | (0:1, 0:0, 1:0, 0:0, 0:1) | 19:11 (PP) M. Glumac 65:00 (PS) I. Janković | Widzów: 2500 Sędzia główny: Manuel Nikolic |
| Godzina: 20:00 | 38 min. kar                |                           | 16 min. kar                                 | Widzów: 2500 Sędzia główny: Manuel Nikolic |

Tabela
| Lp. | Zespół          | M | Pkt | Z | Zd | Pd | P | G+ | G- | +/- |
| --- | --------------- | - | --- | - | -- | -- | - | -- | -- | --- |
| 1   | Ukraina         | 5 | 12  | 4 | 0  | 0  | 1 | 20 | 6  | +14 |
| 2   | Wielka Brytania | 5 | 11  | 3 | 1  | 0  | 1 | 23 | 7  | +16 |
| 3   | Litwa           | 5 | 10  | 3 | 0  | 1  | 1 | 15 | 14 | +1  |
| 4   | Chorwacja       | 5 | 8   | 2 | 1  | 0  | 2 | 21 | 17 | +4  |
| 5   | Estonia         | 5 | 4   | 1 | 0  | 1  | 3 | 12 | 23 | -11 |
| 6   | Rumunia         | 5 | 0   | 0 | 0  | 0  | 5 | 8  | 32 | -24 |

      = awans do I dywizji grupy A       = utrzymanie w I dywizji grupy B       = spadek do II dywizji grupy A
Statystyki indywidualne
- Klasyfikacja strzelców:  Robert Rooba: 4 gole[11]
- Klasyfikacja asystentów:  Ben O’Connor: 7 asyst[12]
- Klasyfikacja kanadyjska:  Robert Rooba: 8 punktów[13]
- Klasyfikacja kanadyjska obrońców:  Ben O’Connor: 8 punktów[5]
- Klasyfikacja +/-:  Władysław Hawryk: +7[14]
- Klasyfikacja skuteczności interwencji bramkarzy:  Eduard Zacharczenko: 95,35%[15]
- Klasyfikacja średniej goli straconych na mecz bramkarzy:  Eduard Zacharczenko: 1,21
- Klasyfikacja minut kar:  Marko Ljubičić: 57 minut[16]

Nagrody indywidualne
Dyrektoriat turnieju wybrał trójkę najlepszych zawodników, po jednym na każdej pozycji:
- Bramkarz:  Eduard Zacharczenko
- Obrońca:  Ben O’Connor
- Napastnik:  Borna Rendulić

Szkoleniowcy reprezentacji wybierali najlepszych zawodników swoich zespołów:
- Borna Rendulić,  Robert Rooba,  Nerijus Ališauskas,  Zsombor Molnár,  Artem Hnidenko,  Jonathan Phillips[18]